# Caphyra minabensis
Caphyra minabensis is een krabbensoort uit de familie van de Portunidae. De wetenschappelijke naam van de soort is voor het eerst geldig gepubliceerd in 1983 door Sakai.